# Карсак
Карса́к (каз. Қарсақ) — село у складі Зерендинського району Акмолинської області Казахстану. Входить до складу Троїцького сільського округу.
Населення — 159 осіб (2021; 196 у 2009, 258 у 1999, 267 у 1989).
Національний склад станом на 1989 рік:
- казахи — 100 %.